# Az Év Hala Németországban
Az év hala cím odaítélése Németországban nagy hagyománnyal rendelkezik. A választását 1984 óta a Német Sporthorgász Szövetség (Verband Deutscher Sportfischer e. V., VDSF) tartja. Különböző társadalmi szervezetek és kuratóriumok bevonásával a halak mellett megválasztják az év állatfajait, rovarait, növényeit azért, hogy a figyelem középpontjába állítsák őket és így felhívják a figyelmet az adott faj jelentőségére, tulajdonságaira, és főként esetleges veszélyeztetett voltára.
2012. év választott hala rendhagyóan nem egy faj, hanem az ingolafélék (Petromyzontidae) családja lett. Ez a család különösen érzékenyen reagál a környezetszennyezésre és parazitaéletmódjuk miatt a halgazdaságok ellenségnek tekintik, ezért mára állományainak jelentős része veszélyeztetettnek tekinthető.

## Az eddig megválasztott halfajták évenként
| Év   | Név (magyar)                    | Név (tudományos)                         | Képe |
| ---- | ------------------------------- | ---------------------------------------- | ---- |
| 1984 | Kövi csík                       | Barbatula barbatula                      |      |
| 1985 | Szivárványos ökle               | Rhodeus amarus                           |      |
| 1986 | Sujtásos küsz                   | Alburnoides bipunctatus                  |      |
| 1987 | Réti csík                       | Misgurnus fossilis                       |      |
| 1988 | Pataki ingola és Folyami ingola | Lampetra planeri és Lampetra fluviatilis |      |
| 1989 | Botos kölönte                   | Cottus gobio                             |      |
| 1990 | Sebes pisztráng                 | Salmo trutta f. fario                    |      |
| 1991 | Fürge cselle                    | Phoxinus phoxinus                        |      |
| 1992 | Lazac                           | Salmo salar                              |      |
| 1993 | Atlanti tőkehal                 | Gadus morhua                             |      |
| 1994 | Paduc                           | Chondrostoma nasus                       |      |
| 1995 | Angolna                         | Anguilla anguilla                        |      |
| 1996 | Tengeri pisztráng               | Salmo trutta trutta                      |      |
| 1997 | Pénzes pér                      | Thymallus thymallus                      |      |
| 1998 | Vaskos csabak                   | Leuciscus souffia                        |      |
| 1999 | Hegyesorrú maréna               | Coregonus oxyrhynchus                    |      |
| 2000 | Lazac                           | Salmo salar                              |      |
| 2001 | Közönséges tok                  | Acipenser sturio                         |      |
| 2002 | Menyhal                         | Lota lota                                |      |
| 2003 | Márna                           | Barbus barbus                            |      |
| 2004 | Fattyúhering                    | Alosa alosa                              |      |
| 2005 | Sebes pisztráng                 | Salmo trutta f. fario                    |      |
| 2006 | Botos kölönte                   | Cottus gobio                             |      |
| 2007 | Compó                           | Tinca tinca                              |      |
| 2008 | Szivárványos ökle               | Rhodeus amarus                           |      |
| 2009 | Angolna                         | Anguilla anguilla                        |      |
| 2010 | Széles kárász                   | Carassius carassius                      |      |
| 2011 | Pénzes pér                      | Thymallus thymallus                      |      |
| 2012 | Ingolafélék                     | Petromyzontidae                          |      |
| 2013 | Sebes pisztráng                 | Salmo trutta                             |      |
| 2014 | Közönséges tok                  | Acipenser sturio                         |      |
| 2015 | Dunai galóca                    | Hucho hucho                              |      |
| 2016 | Csuka                           | Esox lucius                              |      |
| 2017 | Érdes lepényhal                 | Platichthys flesus                       |      |

## Fordítás
- Ez a szócikk részben vagy egészben  a   Fisch des Jahres című német Wikipédia-szócikk ezen változatának fordításán alapul.  Az eredeti cikk szerkesztőit annak laptörténete sorolja fel. Ez a jelzés csupán a megfogalmazás eredetét és a szerzői jogokat jelzi, nem szolgál a cikkben szereplő információk forrásmegjelöléseként.